# Liste der Mitglieder der American Academy of Arts and Sciences/2023
Im Jahr 2023 wählte die American Academy of Arts and Sciences 269 Personen zu ihren Mitgliedern. International Honorary Members sind mit (IHM) markiert.

## Neu gewählte Mitglieder
- Lila Abu-Lughod
- Karen Adelman
- David Adjaye (IHM)
- Rexford S. Ahima
- Takuzo Aida (IHM)
- Linda Martín Alcoff
- George Allanmore Ogarren Alleyne (IHM)
- Henry E. Allison
- Jean Allman
- Guillermo A. Ameer
- Abdullah T. Antepli
- Alfredo J. Artiles
- Orazio Attanasio
- Tanya Atwater
- Mieke Bal (IHM)
- Ruma Banerjee
- Miroslav Barta (IHM)
- Tamer Başar
- Sally Benson
- Richard Berke
- Marlon Blackwell
- Jonathan Bland-Hawthorn (IHM)
- John Booth (IHM)
- Liliana Borcea
- Claire Bowern
- Sonia Boyce (IHM)
- A. Wade Boykin
- Rafael L. Bras
- Henry Braun
- Kara L. Bren
- Charles L. Briggs
- James Briscoe (IHM)
- R. David Britt
- Marilyn A. Brown
- Harriet Bulkeley (IHM)
- William J. Bynum
- David Cahill
- John Campbell
- Maria Campbell (IHM)
- Maria Cancian
- Jian Cao
- Hazel V. Carby
- Marisa Carrasco
- Laura L. Carstensen
- Amitabh Chandra
- Emmanuelle Charpentier (IHM)
- Barbara Chase-Riboud
- Marcia Chatelain
- Leo R. Chavez
- Don Mee Choi
- Morgan Chu
- Deborah Chung
- Danielle K. Citron
- William C. Clark
- James Van Cleve
- Hollis Cline
- Jelani Cobb
- Linda Colley
- Leda Cosmides
- Arnaud Costinot
- Neta C. Crawford
- Mary Croughan
- Cathleen Crudden (IHM)
- Mirjam Cvetic
- Franklin D. Costantini
- Rafaela M. Dancygier
- Derrick Darby
- Claudia De Rham (IHM)
- Amir Dembo
- Reginald DesRoches
- Larry J. Diamond
- Sandra M. Díaz (IHM)
- James J. DiCarlo
- Kenneth Dodge
- Dalee Sambo Dorough
- Gustavo Dudamel (IHM)
- Aaron P. Dworkin
- Benjamin L. Ebert
- Walter R. Echo-Hawk
- John Echohawk
- Catherine Z. Elgin
- Nader Engheta
- Paula England
- Elizabeth C. Engle
- Alison Etheridge (IHM)
- Marla Feller
- Julieta Fierro Gossman (IHM)
- Laurence J. Fishburne III
- Katherine A. Fitzgerald
- Matthew L. M. Fletcher
- Zoltán Fodor (IHM)
- Sergey Fomin
- Carolyn Forché
- James Forman Jr.
- Michael Franklin
- Stephanie Fryberg
- Vivian L. Gadsden
- Jorge E. Galán
- Ofelia S. García
- Antoine M. Garibaldi
- Rosemarie Garland-Thomson
- Peter Gelb
- Ronald N. Germain
- Sankar Ghosh
- Amy S. Gladfelter
- Leonid Glazman
- Peter H. Gleick
- Anita Gonzalez
- Philip Kan Gotanda
- Patricia Grace (IHM)
- Jane Green (IHM)
- Jessica Tarahata Hagedorn
- David D. Hall
- Judith Hamera
- Mohamed Hag Ali Hassan (IHM)
- Mary E. Hatten
- Katharine Hayhoe
- Geraldine Heng
- Rodney Hero
- Daniel Herschlag
- Wendell T. Hill
- Cindy E. Hmelo-Silver
- Luis Chi Ho
- Walter Hood
- Chang-Tai Hsieh
- Xuedong D. Huang
- William C. Hubbard
- Scott J. Hultgren
- Robert Hummer
- Charlayne Hunter-Gault
- Piotr Indyk
- Jacqueline Jordan Irvine
- Major Jackson
- Jonathan Jansen (IHM)
- Virginia Jaramillo
- Sheila Crump Johnson
- Kerwin K. Charles
- Susan Kaech
- Regine Kahmann (IHM)
- Ilya Kaminsky
- Mercouri Kanatzidis
- Lydia E. Kavraki
- Shana O. Kelley
- Dorothee Kern
- Tristram R. Kidder
- Tatsuo Kobayashi (IHM)
- Eric T. Kool
- Marta Zofia Kwiatkowska (IHM)
- Cynthia Chavez Lamar
- Michèle Lamont
- Ramón Latorre (IHM)
- Elizabeth A. LeCompte
- Dung-Hai Lee
- Amy E. Lerman
- Michael Lewis
- Nelson Lichtenstein
- Curtis M. Lively
- Vidya Madhavan
- María Magdalena Campos-Pons
- Lakshminarayanan Mahadevan
- Yvonne A. Maldonado
- Emily Mann
- Susan S. Margulies
- Strive Masiyiwa (IHM)
- Maja Matarić
- Heather Maynard
- Ann M. McGrath (IHM)
- Kathryn S. McKinley
- Kendra McSweeney
- Walter S. Melion
- Batja Gomes de Mesquita (IHM)
- Gillian E. Metzger
- Tobias Meyer
- Tiya Miles
- James B. Milliken
- Yair N. Minsky
- Lin-Manuel Miranda
- Magne Mogstad
- Aldon D. Morris
- Salikoko S. Mufwene
- Louis J. Muglia
- Harryette Mullen
- Cecilia G. Muñoz
- Daniel S. Nagin
- Vasudha Narayanan
- Priyamvada Natarajan
- Pamela T. Newkirk
- Patricia Marroquin Norby
- Andre Nussenzweig
- Brendan Nyhan
- Fintan O’Toole (IHM)
- Shigehiro Oishi
- Jacob K. Olupona
- Henri Orland (IHM)
- Richard Ovenden (IHM)
- Thomas G. Palaima
- Sudip Parikh
- Muhammad Ali Pate
- David S. Pellman
- James W. Pennebaker
- Ivette Perfecto
- Yakov B. Pesin
- Gordon Plotkin (IHM)
- Susan E. Quaggin
- Ato Quayson
- Mitchell P. Rales
- Laurence Ralph
- W. Kimryn Rathmell
- Wade G. Regehr
- Shonda Rhimes
- Joan T. Richtsmeier
- Félix V. Matos Rodríguez
- Lynette W. Russell (IHM)
- Alberto E. Saal
- Joachim Sauer (IHM)
- Richard Schechner
- Erin Schuman
- Anna Sfard (IHM)
- Beth Shapiro
- Phillip R. Shaver
- Ali Shilatifard
- Hyun Song Shin (IHM)
- Susanna Siegel
- Amy Sillman
- Mariko Silver
- Hazel Simmons-McDonald (IHM)
- Murray Sinclair (IHM)
- Zadie Smith
- Lilianna Solnica-Krezel
- Keivan Stassun
- Carol S. Steiker
- Nils Christian Stenseth (IHM)
- Kimberly Atkins Stohr
- Wes Studi
- Margaret Sullivan
- Nader Tehrani
- Jeanine Tesori
- Krista Thompson
- James M. Tiedje
- Senthil Todadri
- Petra Todd
- Elizabeth C. Traugott
- Daniel Treisman
- Monica G. Turner
- Claudia Turro
- Virginia Valian
- Karen Vogtmann
- Susan S. Wallach
- Barbara F. Walter
- Evelyn N. Wang
- Carol V. Ward
- Risa Wechsler
- Jonathan F. Wendel
- E. John Wherry
- Heidi Williams
- M. Roy Wilson
- Barbara J. Wold
- Stephen Wolfram
- Sandra L. Wolin
- Boleslaw Wyslouch
- Yukiko Yamashita
- Michelle Yeoh (IHM)
- Moti Yung
- Phillip D. Zamore
- Wei Zhang
- Chloé Zhao
- Jizhong Zhou
- Daniel Ziblatt
- Steven J. Zipperstein